# Cymatoceras elegans
Espèce
Synonymes
- Nautilus elegans J. Sowerby, 1816

Cymatoceras elegans est une espèce fossile de nautiles de la famille fossile des Cymatoceratidae.

## Historique
L'espèce Cymatoceras elegans est décrite en 1816 par le naturaliste anglais James Sowerby (1757-1822) sous le protonyme Nautilus elegans,.

### Renommage
Cette espèce Nautilus elegans est renommée Cymatoceras elegans en 1975 par Shimansky et repris en 2013 par Schneider et al.,.

### Synonyme
Selon Paleobiology Database en 2025, cette espèce Cymatoceras elegans a un synonyme :
- Nautilus elegans J. Sowerby, 1816[2].

### Fossiles
Selon Paleobiology Database en 2025, cette espèce Cymatoceras elegans a cinq collections référencées de fossiles. Ces collections de fossiles sont du Cénomanien inférieur au Turonien inférieur du Crétacé supérieur, c'est-à-dire datent de 99,6 à 89,3 Ma avant notre ère.
Le spécimen type « BMNH 5761 » est déposé au Musée d'histoire naturelle de Londres.

### Répartition
L'espèce a été trouvée dans des terrains datant du Crétacé supérieur en Allemagne, en Suisse et au Royaume-Uni.

### Publication originale
- [1816] (en) James Sowerby, « The Mineral conchology of Great Britain; or coloured figures and descriptions of those remains of testaceous animals or shells, which have been preserved at various times and depth in the earth », The mineral conchology of Great Britain, vol. 2, no 21,‎ 1816, p. 29–44 (lire en ligne).